# Jiufen
Jiufen es una pequeña localidad de montaña cerca de Keelung, en la costa norte de Taiwán, y pertenece al distrito de la Ciudad de Nuevo Taipéi (el área metropolitana de la capital, Taipéi). Jiufen es una interesante visita turística conocida por los puestos de venta callejeros que inundan su calle principal, paisaje que recuerda a algunos escenarios de la película anime El Viaje de Chihiro, de Hayao Miyazaki, aunque el director negó cualquier inspiración para la película.

## Historia
A comienzos de la Dinastía Qing (siglo XVII) Jiufen estaba habitada por solo nueve familias, y cada vez que llegaba un envío de provisiones o mercancías, este había de ser dividido en nueve partes, una para cada familia. De ahí proviene el nombre de la localidad, Jiufen, que en chino significa «nueve porciones».
A finales del siglo XIX la solitaria aldea experimenta un gran auge con el descubrimiento de minas de oro cuya explotación fue en aumento hasta el final de la II Guerra Mundial. En 1971 las minas cierran definitivamente y la ciudad prácticamente cae en el olvido.
En 1989, con el rodaje en Jiufen y el posterior gran éxito en Taiwán de la película Una ciudad de tristeza, que recordaba el Incidente 228 (la represión y muerte de miles de taiwaneses por parte del gobierno del Kuomintang en 1947) hasta entonces un tema tabú en el país, la ciudad vuelve a cobrar popularidad y se convierte en el destino turístico que hoy es.[cita requerida]